# WTS Global
WTS Global ist ein Verbund von Steuerberatungsgesellschaften, dessen Teilgesellschaften weltweit tätig sind. Obwohl sich der Sitz von WTS Global in den Niederlanden befindet, besitzt die Unternehmensgruppe deutsche Wurzeln. Im Jahr 2003 wurde das internationale Netzwerk WTS Global von der in Deutschland ansässigen WTS Group gegründet. WTS entstand 1999 durch die Ausgründung der Steuerabteilung des Siemens-Konzerns. Ein Teil der Steuerabteilung von Mannesmann wurde später auf WTS vereinigt.
Zu seinen Kunden zählt WTS Unternehmen aller Größenordnungen, darunter multinationale Unternehmen und kleinere Mittelständler. Auch Privatpersonen und Family Offices werden durch WTS bedient. Im Gegensatz zu den größten Steuerberatungsgesellschaften (namentlich die Big Four) führt WTS keine Wirtschaftsprüfung durch, sondern fokussiert sich auf die Steuerberatung.

## WTS Deutschland
In Deutschland ist die WTS Global durch die WTS Group Aktiengesellschaft Steuerberatungsgesellschaft mit Sitz in München vertreten. Die deutsche Landesgesellschaft unterhält weitere Standorte in Berlin, Düsseldorf, Erlangen, Frankfurt/Main, Hamburg, Hannover, Kolbermoor, Köln, Nürnberg, Regensburg, Rosenheim und Stuttgart. Im Jahr 2017 übernahm WTS Deutschland den Stuttgarter Finanzberater FAS AG. Im Konzernabschluss für das Geschäftsjahr bis zum 30. Juni 2018 wies die deutsche Gesellschaft einen Umsatz in Höhe von rund 133 Millionen Euro aus. In diesem Zeitraum wurden in Deutschland 799 Mitarbeiter beschäftigt. In Ranglisten rangiert WTS Deutschland regelmäßig unter den zehn größten Steuerberatungsgesellschaften Deutschlands (gemessen am Umsatz). Vorstandsvorsitzender der WTS Group ist seit 2009 der ehemalige Steuerchef von Siemens, Fritz Esterer.
Seit Januar 2019 ist Georg Fahrenschon als „Director und Generalbevollmächtigter“ bei der WTS beschäftigt. Fahrenschon soll in seiner Position Allianzen mit anderen Beratungsgesellschaften, Private-Equity- und Venture-Capital-Unternehmen aufbauen. Georg Fahrenschon war ehemals bayerischer Staatsminister der Finanzen und Sparkassenpräsident. Er ist wegen Steuerhinterziehung vorbestraft.
Im Oktober 2021 schloss sich Kloepfel Corporate Finance der FAS AG an. Die FAS AG bildet die Finanzberatungs-Sparte von WTS. Im März 2022 wurde die FAS AG in WTS Advisory umbenannt.